# Материнские думы (картина)
«Материнские думы» — картина народного художника РСФСР Алексея Григорьевича Ерёмина (1919—1998), написанная в 1969 году. Находится в собрании Государственного Русского музея.

## Описание
В 1942—1943 годах А. Г. Ерёмин, командир роты тяжёлых танков, ездил с фронта на переформировки на Урал, за новыми боевыми машинами. Возвращаясь на передовую, он видел на каждом полустанке женщин, встречавших и провожавших воинские эшелоны, безмерно усталых, скорбных, мнущих платок на груди или утирающих слёзы. Молодой танкист, который, по замечанию Г. Ф. Голенького, «видел в лихолетье всё русское поле — от Урала до Украины, понял, какой сверхчеловеческой работой деревенских баб кормился фронт».
Обратившись к картине уже зрелым мастером, А. Г. Ерёмин, по выражению Г. Ф. Голенького, «расходовался полностью», чтобы все детали полотна в совокупности несли мысль о подвижничестве русской крестьянки. Поэтому с такой строгой выверенностью проведена на холсте каждая линия, с такой страстной дотошностью писаны старые, застиранные, заплатанные одёжки, «с таким преклонением изображены кисти перенапряжённых рук и исхудалые лица, в которых застыли подавленные крик и боль».
Н. Б. Нешатаева обращает внимание на то, как композиция картины передаёт драматизм происходящего. «На краю бескрайнего чёрного поля, изрытого бомбами и снарядами, где узкая полоска неба почти сомкнулась с землёй, эшелон, увозящий на фронт в теплушках солдат, а на открытых платформах — танки. А в поле женщины, сажающие картошку. При виде эшелона они замерли, застыли их лица. У каждой своя дума, своя скорбь, своя надежда и вера».

## Критика
Интересна эволюция полотна в процессе работы художника над воплощением замысла картины. Об этом подробно пишет Г. Ф. Голенький, бывший свидетелем её создания. Ерёминым было написано множество эскизов. Уточнялось взаимное положение фигур, отбрасывались излишние подробности, колорит теснее увязывался с образным смыслом полотна. Автор долго работал над рисунком рук, лиц, изучал, как ложатся складки тканей, «чтобы никуда не вкралась „отсебятина“ и приблизительность».
Принципиально в картине решена проблема колорита. Здесь автором найдена параллель психологическому состоянию персонажей. Приглушённые лёгкие блекло-серые тона — охристые, розоватые, сизоватые, голубоватые — окружены тёмными, плотными. Первые словно ведут робкую мелодию отголосков мирной жизни, далёкого воспоминания о её хрупкой гармонии. В них теплится затаённая нежность. Вторые — глухие, жухлые, угрюмые. Это цвет бедствия.
Г. Ф. Голенький указывает на непрерывно происходящую у Ерёмина борьбу между склонённостью и выпрямленностью линий. Тяжёлые массы изрытой воронками земли в верхней части холста зрительно давят на фигуры, усиливая ощущение согнутости и сжатости в сидящих и заставляя воспринимать вертикаль стоящей женщины как сопротивление этой тяжести, как всё преодолевающую стойкость. И другие найденные автором противопоставления и контрасты в декоративной конструкции холста многократно повторяют основной конфликт художественного образа, чем, по мнению критика, достигается единство в многообразии — «признак органического строения вещи». По мнению Г. Ф. Голенького, история создания полотна «Материнские думы» показывает, как внутри программной установки на правдоподобие А. Г. Ерёмин проводит свою «линию», перебирает несколько возможных вариантов ради того единственного, где поэтическая правда, нигде не противореча исторической, «подчиняет себе и жизненный материал, и пластический строй живописи».